# 马哈茂德·阿塔莱
马哈茂德·阿塔莱（土耳其語：Mahmut Atalay，1934年3月30日—2004年12月4日），土耳其男子摔跤运动员。他曾代表土耳其参加1964年和1968年夏季奥林匹克运动会摔跤比赛，其中1968年奥运会获得一枚金牌。